# Import Parfumerie
Die Import Parfumerie ist eine Schweizer Parfümeriekette. Sie betreibt insgesamt 124 Filialen (Dezember 2013) sowie einen Onlineshop und erwirtschaftete 2013 mit über 670 Mitarbeitern einen Umsatz von 159 Millionen Schweizer Franken. Die Parfümeriekette gehört seit 1998 vollständig zum Schweizer Coop-Konzern.
Die Import Parfumerie bietet über ihren Onlineshop zahlreiche Dienstleistungen an. Zum Service gehören kostenloser Versand ohne Mindestbestellwert und Next-Day-Delivery für Bestellungen von Montag bis Donnerstag vor 19:00 Uhr. Kunden profitieren zudem von Zusatzleistungen wie Produktgravur, Geschenkverpackungen und professionellen Schminkterminen.

## Geschichte
Das Unternehmen wurde 1976 von Werner Keller unter dem Namen IMPO Import Parfümerien AG in Zürich als Discounter für Parfüms, Kosmetika und Körperpflegeprodukte gegründet. 1989 wurde das Unternehmen, das mittlerweile 16 Filialen betrieb, durch Pick Pay übernommen. Bis Mitte der 1990er Jahre erhöhte sich das Filialnetz auf 47 Standorte. 1994 stieg Coop mit einer fünfzigprozentigen Beteiligung als Aktionärin ein. Im gleichen Jahr nahm die Kette ihren Versandhandel auf und expandierte in die Westschweiz. 1998 übernahm Coop die vollständige Kontrolle der IMPO Import Parfümerien. Im Zuge einer Neustrukturierung des Coop-Konzerns wurde 2002 die IMPO Import Parfümerien als eigenständige Aktiengesellschaft aufgelöst und die Aktivitäten unter dem Namen Import Parfumerie als eigenständige Division innerhalb des Coop-Konzerns integriert. Die Divisionszentrale der Import Parfumerie befindet sich heute in Winterthur.